# Gestreepte buidelspitsmuis
De gestreepte buidelspitsmuis (Monodelphis americana) is een zoogdier uit de familie van de Opossums (Didelphidae). De wetenschappelijke naam van de soort werd voor het eerst geldig gepubliceerd door Philipp Ludwig Statius Müller in 1776. Tot 2014 werden de twee soorten Monodelphis rubida en Monodelphis umbristriata erkend, omdat ze verschilden in kleur van Monodelphis americana. Echter, uit genetisch onderzoek bleek dat deze soorten genetisch niet van M. americana verschilden en worden nu als synoniem gerekend van deze soort.

## Voorkomen
De soort komt voor in oostelijk Brazilië, van oostelijk Pará tot noordelijk Santa Catarina.